# TNT España
WarnerTV és un canal de televisió per subscripció espanyol d'origen estatunidenc dedicat a sèries de televisió i a cinema apte per a tot públic. Va iniciar les seves emissions a Espanya l'1 de maig de 2007 com a canal exclusiu de la plataforma Digital+ (actualment Movistar+). El 20 de setembre de 2011, va llançar la seva variant en alta definició.

## Programació

### Sèries
- The Mentalist
- V
- Mom
- The Vampire Diaries
- The Big Bang Theory
- Two and a Half Men
- The Office
- The Wire
- Larry David
- The War at Home
- Friday Night Lights
- Samantha Who?
- Falling Skies
- The Rookie
- Vota/Vamos Juan

#### Adult Swim a WarnerTV
- Robot Chicken
- Aqua Teen Hunger Force
- Final Space
- Rick and Morty
- The Ricky Gervais Show
- Arròs covat
- Harvey Birdman
- Lucy, the Daughter of the Devil
- The Goode Family
- Squidbillies
- Metalocalypse

## Producció original

### Sèries de televisió
| Sèrie             | Inici                | Final                  | Temporades              | Estat           |
| ----------------- | -------------------- | ---------------------- | ----------------------- | --------------- |
| Todas las mujeres | 10 d’octubre de 2010 | 14 de novembre de 2010 | 1 temporada, 6 episodis | Finalitzada     |
| Vota Juan         | 25 de gener de 2019  | 15 de febrer de 2019   | 1 temporada, 8 episodis | Finalitzada     |
| Vamos Juan        | 29 de març de 2020   | 29 de març de 2020     | 1 temporada, 7 episodis | Finalitzada     |
| Maricón perdido   | 2021                 | present                | 1 temporada, 6 episodis | Pendent Estrena |

### Programes de televisió
| Programa  | Inici               | Final   | Temporades                | Estat               |
| --------- | ------------------- | ------- | ------------------------- | ------------------- |
| Road Trip | 26 de gener de 2020 | present | 2 temporades, ? programes | Renovada fins a 2ªT |